# はむつんサーブ
はむつんサーブは、日本を代表するアニメーションダンサー、振付師。「アニメーションダンスを日本に広めた」と称される。

## 概要
1999年福島大学ダンス同好会リーダーりきっちょにより創始。はむつんサーブの名前の由来は、漫画『行け!稲中卓球部』に登場する技はみちんサーブを東北訛りっぽくしたものと答えている。
2004年放送開始のダンス番組『少年チャンプル』、及びその後継番組『スーパーチャンプル』に出演。番組内での人気投票ランキングで1位を獲得するなど、知名度を得る。日本最大のストリートダンスのコンテスト大会『JAPAN DANCE DELIGHT』の2004年度は特別賞、2005年度準優勝を始め、数多くのダンス大会で受賞する。
YouTubeで公開していたはむつんサーブの映像が、たまたまアメリカ合衆国の歌手マドンナの目に留まり、2008年3月に発売されたアルバム『ハード・キャンディー』からのシングル「フォー・ミニッツ」のPVに抜擢される。日本人のダンサーとしては初出演であり、マドンナ本人から直接出演交渉が行われたと言われている。2008年から2009年にかけて公演されたマドンナのワールドツアー『Sticky & Sweet Tour』にもゲストダンサーとして招かれる。2008年10月にニューヨーク市マディソン・スクエア・ガーデンでの公演では、「はむつんサーブ with Big Baby」としてオープニングアクトを務めた。
バンドBigBabyとしてもライブ活動などを行い、2008年にはライブカメラ映像を収めた初めてのDVD『はむつんサーブ with BigBaby』を日本コロムビアからリリースする。なお、前述のマドンナに抜擢されることになったパフォーマンス映像も収録されている。
2011年、コンビを組んでいただーよしが脱退することが発表。その後、りきっちょ、スレビーの2人体制であったが、2012年にはスレビーが解雇された旨が公式サイト、りきっちょのblogで発表された。以後、りきっちょのソロ活動となっている。昨今では、はむつんサーブりきっちょとその弟子によるアニメーションダンスチームHAMUTSUN SERVE.CREWの活躍が目覚ましい。
また、小説家の中村文則とは大学時代からの友人である。

## メンバー
はむつんサーブ
- りきっちょ
  - 本名：小野寺理樹、1976年3月30日-
  - 宮城県仙台市生まれ。身長180cm、体重64kg。

はむつんサーブクルー
- りきっちょ
- ゆかぼん
- りおっち

## 元メンバー
- だーよし
  - 在籍期間：結成時〜2011年

- スレビー
  - 在籍期間：2011年〜2012年

はむつんサーブ with Big Baby
2008年時点
- りきっちょ （lead & harmony Vocals）
- だーよし （Drums）
- ねろっち （Guitar）
- DJ WAKA （DJ）
- あゆみ （Keyboards）

## ディスコグラフィー
はむつんサーブ with Big Baby名義でリリースしている。
- はむつんサーブ with Big Baby（2008年3月5日）※DVDとCDの2枚組
  1. スペースハリア
  2. レッツゴー! Big Baby
  3. Big Baby体操
  4. 和装
- スペースハリア（2008年10月22日）※マキシシングル
  1. スペースハリア
  2. レッツゴー! Big Baby
  3. YAP CHAP

## 出演
- 少年チャンプル（りきっちょ、だーよし2名が出演）
- スーパーチャンプル（りきっちょ、だーよし2名が出演）